# Alan Peacock
Alan Peacock, né le 29 octobre 1937 à Middlesbrough (Angleterre) et mort en juin 2025, est un footballeur anglais, qui joue au poste d'attaquant à Middlesbrough et en équipe d'Angleterre.
Peacock marque trois buts lors de ses six sélections avec l'équipe d'Angleterre entre 1962 et 1965.

## Carrière
- 1954-1964 : Middlesbrough
- 1964-1967 : Leeds United
- 1967-1968 : Plymouth Argyle

## Palmarès

### En équipe nationale
- 6 sélections et 3 buts avec l'équipe d'Angleterre entre 1962 et 1965.